# 梅特·戴维森
梅特·戴维森（挪威語：Mette Davidsen，1976年6月26日—），挪威前女子手球运动员。她曾代表挪威国家队参加1996年夏季奥林匹克运动会手球比赛，结果队伍获得第四名。